# Wadih Sabra
Wadih Sabra (tiếng Ả Rập: وديع صبرا Wadī' Ṣabrā: 23 tháng 2 năm 1876, tại Jdeideh – 11 tháng 4 năm 1952, tại Beirut) là một nhạc sĩ Liban theo đạo Tin Lành và là người sáng lập đại học Âm nhạc Quốc gia Liban. Là một nhạc sĩ, nhạc của ông có nét đặc trưng bởi sự pha trộn âm nhạc phương Tây và âm nhạc Trung Đông, kết hợp những thế mạnh và sự quyến rũ của hai nền văn hóa. Ông nổi tiếng là người đã sáng tác phần nhạc của bài hát "Kulluna lil-watan" (do Rashid Nakhle viết lời), được thông qua làm quốc ca Liban vào bởi nghị định tổng thống ngày 12 tháng 7 năm 1927. Các tác phẩm khác của ông bao gồm ba bản opera, một số bài thánh ca Tin Lành, hợp xướng, nhạc kịch, và một bài oratorio. Không may rằng, các tác phẩm của ông đã bị mất và chỉ một vài tác phẩm của Sabra vẫn được biểu diễn. Ông qua đời tháng 4 năm 1952 ở tuổi 76 do các vấn đề về tim mạch.

## Cuộc sống cá nhân
Ông đã kết hôn và có một con gái.

## Tác phẩm

### Hợp xướng và nhạc kịch
- Quà của Mẹ, soli và quartet lời bởi Shibli Mallat (1876-1961)
- Mẹ Đất của chúng ta, soli và quartet, lời bởi Rushdi Ma'louf (1915-1980)
- Cái gì ? Tất cả đã kết thúc, lời bởi Sa'id 'Aql

### Opera
- Người Chăn cừu Canaan , opera ba hành động, tiếng Thổ Nhĩ Kỳ, lời bởi Halide Edib Hanun.
- Hai Vị Vua, vở opera đầu tiên bằng tiếng Ả Rập, lời bởi Cha Marun Ghusn, diễn tại Beirut năm 1927
- L'émigré

### Oratorio
- Le Chant de Moise (Nhạc của Moses)